# Stiefan Pawlenko
Stiefan Makarowicz Pawlenko (ros. Стефан Макарович Павленко; 1900–1981) – radziecki lekarz patofizjolog, doktor nauk medycznych (1936), profesor (1933), uhonorowany tytułem „Zasłużony Działacz Nauki RFSRR” (1961). Członek KPZR z 1937 roku. Jest znany jako jeden z założycieli teorii sanogenezy.